# Prikubanskaya
Prikubanskaya en ruso: Прикубанская es una variedad cultivar de ciruelo (Prunus domestica), de las denominadas ciruelas europeas,
una variedad de ciruela obtenida en el "Instituto de Investigación Zonal de Horticultura y Viticultura del Cáucaso Norte". Las frutas tienen un tamaño mediano, de forma redondos y uniformes, el color de la piel es marrón púrpura, jaspeada; recubrimiento ceroso ligero, y pulpa de color rosa claro, cremosa y jugosa, cuyo sabor es agridulce, agradable.

## Sinonimia
- "Прикубанская",
- "Prikubanskaya",
- "Слива Прикубанская",
- "Sliva Prikubanskaya".[3][5]

## Historia
'Prikubanskaya' es una variedad de ciruela que la obtuvo el equipo de obtentores formado por E.M. Alekhina, L.A. Turovskaya, y R.Sh. Zaremuk en el "Instituto de Investigación Zonal de Horticultura y Viticultura del Cáucaso Norte" mediante el cruce de la variedad de ciruela 'Vengerka Azhanskaya' como "Parental Madre" x el polen de la variedad 'Renklod Altana' como "Parental Padre".
'Prikubanskaya' se encuentra inscrita en el "Registro Estatal" desde 2002 para la región del Cáucaso Norte.

## Características
'Prikubanskaya' es un árbol de tamaño mediano, con una copa en forma de pila. La corteza es de color marrón oscuro, con una estructura medianamente rugosa, con una disposición frecuente de lenticelas. El brote es curvado, con entrenudos medianos. La yema es cónica, con una punta puntiaguda. La lámina de la hoja tiene una forma de cuña estrecha, de 10 a 11 cm de largo, 3 a 4 cm de ancho. La consistencia de la lámina de la hoja es elástica, no hay pubescencia, el dentado es promedio. El pecíolo tiene una pequeña cantidad de antocianinas, las glándulas están ausentes. Hay estípulas de color verde pálido, de forma lineal. Longitud 2,5 a 3,0 cm, ancho 1 a 1,5 cm. Dos flores se forman a partir de una yema. La corola tiene forma de platillo. La corola es pequeña en diámetro (15 a 20 mm). Las yemas son blancas con un tinte amarillo verdoso. Los pétalos son blancos, grandes. Longitud 15 mm, ancho 15 mm. Sin ondulación de pétalos. Pistilo de 10 mm de longitud, ligeramente curvado, con estigma redondeado. Cáliz ahuecado, sin pubescencia. Largo: 5 mm, ancho: 3 a 5 mm. La floración comienza a mediados de año (del 6 al 8 de abril).
'Prikubanskaya' tiene frutos de tamaño mediano, con un peso promedio de 28,0 a 31 gr, de forma ovalados; la piel es de grosor mediano, sin estrías, difícil de remover, el color base de la piel es verde, la piel tegumentaria es azul, la cavidad del fruto es del mismo color que la pulpa; recubrimiento ceroso ligero; sutura ventral es mediana, sólida; pedúnculo es de longitud mediana (11 a 13 mm) y grosor mediano (1,7 a 2,1 mm), la unión del pedúnculo al fruto es promedio; la pulpa es de color verdoso, cremosa y jugosa, cuyo sabor es armonioso (dulce y ácido). El contenido de azúcares en las frutas es del 15%, ácidos - 0,4%, ácido ascórbico - 9,0%, materia seca - 20,6%, vitamina P - 54 mg / 100 gr.
Hueso es semi adherente, alargado ovoide, con la forma del ápice puntiaguda, con una base estrechamente redondeada, siendo la sutura dorsal moderadamente abierta, las nervaduras laterales son claramente visibles, la quilla es mediana, afilada, siendo la superficie del hueso medianamente picada tuberculada.
El fruto madura en la tercera decena de agosto en la región del Cáucaso. Variedad de media estación. Transportabilidad promedio.

## Usos
Una variedad de frutos cuyo principal propósito es para consumo en fresco, sin embargo sus frutos son de usos universales tales como para procesamiento tecnológico para obtener compotas, mermeladas y jugos, así como también se pueden congelar y fáciles de transportar. La calificación de cata para frutas frescas es de 4,6 puntos, para productos procesados de 4,5 puntos.

## Susceptibilidades
La variedad presenta una alta resistencia al calor. 
El rendimiento promedio por árbol es de 60 a 70 kg. 
La variedad 'Prikubanskaya' se puede utilizar en el mejoramiento de otras variedades por su resistencia al calor y su gran productividad.